# Eishockey-Weltmeisterschaft der U20-Junioren 2016
Die 40. Eishockey-Weltmeisterschaften der U20-Junioren der Internationalen Eishockey-Föderation IIHF waren die Eishockey-Weltmeisterschaften des Jahres 2016 in der Altersklasse der Unter-Zwanzigjährigen (U20). Insgesamt nahmen zwischen dem 12. Dezember 2015 und dem 24. Januar 2016 40 Nationalmannschaften an den sechs Turnieren der Top-Division sowie der Divisionen I bis III teil. Mit Bulgarien, das im Vorjahr seine Meldung zurückgezogen hatte, und Israel, das erstmals seit 1997 wieder eine U20-Mannschaft meldete, spielten in der Division III zwei Mannschaften, die zuletzt nicht an der Weltmeisterschaft teilgenommen hatten. Japan, das an der B-Gruppe der Division I teilnehmen sollte, zog seine Teilnahme kurzfristig zurück.
Der Weltmeister wurde zum vierten Mal die Mannschaft Finnlands, die im Finale das Team aus Russland mit 4:3 nach Verlängerung bezwingen konnte und damit ihren Erfolg von 2014 wiederholen konnten. Platz drei belegte die Mannschaft der Vereinigten Staaten, die Schweden im Spiel um Bronze mit 8:3 deutlich bezwang. Die Schweiz belegte in der Top-Division sieglos den fünften Platz in ihrer Vorrundengruppe und spielte anschließend in der Relegation gegen Belarus. Durch zwei klare Siege (5:1 und 6:2) gelang den Eidgenossen der Klassenerhalt. Österreich und Deutschland belegten in der Gruppe A der Division I die Plätze zwei und fünf.

## Teilnehmer, Austragungsorte und -zeiträume
- Top-Division: 26. Dezember 2015 bis 5. Januar 2016 in Helsinki, Finnland
Teilnehmer:  Belarus (Aufsteiger),  Dänemark,  Finnland,  Kanada (Titelverteidiger),  Russland,  Schweden,  Schweiz,  Slowakei,  Tschechien,  USA

- Division I
  - Gruppe A: 14. bis 20. Dezember 2015 in Wien, Österreich
Teilnehmer:  Deutschland (Absteiger),  Italien,  Kasachstan (Aufsteiger),  Lettland,  Norwegen,  Österreich
  - Gruppe B: 12. bis 18. Dezember 2015 in Megève, Frankreich
Teilnehmer:  Frankreich,  Großbritannien (Aufsteiger),  Polen,  Slowenien (Absteiger),  Ukraine

- Division II
  - Gruppe A: 13. bis 19. Dezember 2015 in Elektrėnai, Litauen
Teilnehmer:  Estland,  Kroatien,  Litauen,  Niederlande,  Südkorea (Aufsteiger),  Ungarn (Absteiger)
  - Gruppe B: 17. bis 23. Januar 2016 in Novi Sad, Serbien
Teilnehmer:  Australien,  Belgien,  Volksrepublik China (Aufsteiger),  Rumänien (Absteiger),  Serbien,  Spanien

- Division III: 15. bis 24. Januar 2016 in Naucalpan de Juárez, Mexiko
Teilnehmer:  Bulgarien (erste Teilnahme seit 2014),  Island (Absteiger),  Israel (erste Teilnahme seit 1997),  Mexiko,  Neuseeland,  Südafrika,  Türkei

 Japan zog seine Teilnahme am Turnier der Gruppe B der Division I kurzfristig zurück.

## Modus
Die Eishockey-Weltmeisterschaft wird in insgesamt sechs Turnieren mit unterschiedlicher Teilnehmerstärke ausgespielt. Die Top-Division spielt mit zehn Mannschaften, die Divisionen I und II mit je zwölf und die Division III mit sieben Teilnehmern.
In den Divisionen I und II werden die jeweils zwölf Mannschaften in je zwei Gruppen zu sechs Teams aufgeteilt. Die Division III spielt aufgrund der Wiederteilnahme Bulgariens und Israels in diesem Jahr in einer Gruppe mit sieben Mannschaften.
Aus der Top-Division steigt nur der Letztplatzierte der Relegationsrunde in die Division I A ab. Aus selbiger steigt nur der Erstplatzierte zum nächsten Jahr in die Top-Division auf, während der Sechstplatzierte in die Division I B absteigt. Im Gegenzug steigt der Gewinner der Division I B in die Division I A auf. Aus der Division I B steigt ebenfalls der Letzte in die Division II A ab. Die Aufstiegsregelung der Division I B mit einem Auf- und Absteiger gilt genauso für die Division II A und II B. Einen direkten Absteiger aus der Division III gibt es in diesem Sinne nicht. In Abhängigkeit von einer möglichen Qualifikation zur Division III müssen die beiden letztplatzierte Teams der Division III des Vorjahres mit den neu gemeldeten Nationalmannschaften in der Qualifikation antreten, um den dann freien Platz auszuspielen.

## Top-Division
Die Top-Division der U20-Weltmeisterschaft wurde vom 26. Dezember 2015 bis zum 5. Januar 2016 in der finnischen Hauptstadt Helsinki ausgetragen. Gespielt wurde in der Hartwall Arena (13.349 Plätze) sowie in der Helsingin Jäähalli mit 8.200 Plätzen. Insgesamt besuchten 215.256 Zuschauer die 30 Turnierspiele, was einem Schnitt von 7.175 pro Partie entspricht.
Am Turnier nahmen zehn Nationalmannschaften teil, die in zwei Gruppen zu je fünf Teams spielten. Dabei setzten sich die beiden Gruppen nach den Platzierungen der Nationalmannschaften bei der Weltmeisterschaft 2015 nach folgendem Schlüssel zusammen:
| Gruppe A (Helsingin Jäähalli) | Gruppe B (Hartwall Arena) |
| Kanada (1)                    | Russland (2)              |
| Schweden (4)                  | Slowakei (3)              |
| USA (5)                       | Tschechien (6)            |
| Dänemark (8)                  | Finnland (7)              |
| Schweiz (9)                   | Belarus (10)              |

Die U20-Auswahl Finnlands besiegte Russland mit 4:3 nach Verlängerung im Finale des Turniers und gewann damit ihren vierten U20-Weltmeistertitel, zuletzt waren die Finnen 2014 Weltmeister geworden. Für die Russen blieb damit wie im Vorjahr lediglich der zweite Platz. Die US-amerikanische Juniorennationalmannschaft gewann das Spiel um Platz 3 gegen Schweden mit 8:3. Belarus stieg als Verlierer der Relegation gegen die Schweizer Mannschaft in die Division I, Gruppe A ab, während Lettland beim Turnier 2017 in der Top-Division spielen wird.

### Modus
Nach den Gruppenspielen – jede Mannschaft bestritt vier davon – der Vorrunde qualifizierten sich die vier Erstplatzierten jeder Gruppe für das Viertelfinale, das dann ebenso wie die weiteren Runden im K.-O.-System ausgetragen wurde. Die Fünften der Gruppenspiele bestritten eine Relegation nach dem Modus „Best-of-Three“ und ermittelten dabei den Absteiger in die Division I, Gruppe A.

### Austragungsorte
| \| Helsinki \|                  |
| Austragungsort der Top-Division |
| Helsinki                        |

| Helsinki |

### Vorrunde

#### Gruppe A
| 26. Dezember 2015 16:00 Uhr (Ortszeit) | Schweiz T. Kessler (17:23) N. Rod (27:11) T. Kessler (51:57) | 3:8 (1:3, 1:3, 1:2) Spielbericht | Schweden W. Nylander (1:21) O. Lindblom (10:17) D. Timashov (19:31) D. Timashov (21:48) R. Asplund (24:17) J. Forsbacka Karlsson (32:50) J. Larsson (42:34) A. Ollas Mattsson (56:40) | Helsingin Jäähalli, Helsinki Zuschauer: 5.600 |

| 26. Dezember 2015 20:00 Uhr | USA C. White (36:33) Z. Werenski (47:22) L. Belpedio (56:42) A. Matthews (57:23) | 4:2 (0:0, 1:1, 3:1) Spielbericht | Kanada M. Barzal (25:06) D. Strome (50:45) | Helsingin Jäähalli, Helsinki Zuschauer: 6.112 |

| 27. Dezember 2015 20:00 Uhr | Dänemark S. Nielsen (41:17) M. From (46:20) | 2:1 (0:1, 0:0, 2:0) Spielbericht | Schweiz N. Rod (8:21) | Helsingin Jäähalli, Helsinki Zuschauer: 1.596 |

| 28. Dezember 2015 16:00 Uhr | Schweden A. Nylander (22:41) | 1:0 (0:0, 1:0, 0:0) Spielbericht | USA | Helsingin Jäähalli, Helsinki Zuschauer: 5.415 |

| 28. Dezember 2015 20:00 Uhr | Kanada A. Beauvillier (13:52) J. Quenneville (21:14) M. Barzal (25:03) L. Crouse (25:54) M. Marner (31:30) D. Strome (49:32) | 6:1 (1:1, 4:0, 1:0) Spielbericht | Dänemark A. True (12:49) | Helsingin Jäähalli, Helsinki Zuschauer: 5.891 |

| 29. Dezember 2015 20:00 Uhr | Schweiz D. Riat (2:12) D. Meyer (15:37) | 2:3 n. P. (2:1, 0:1, 0:0, 0:0, 0:1) Spielbericht | Kanada D. Strome (19:37) J. Hicketts (32:17) B. Point (PS) | Helsingin Jäähalli, Helsinki Zuschauer: 3.522 |

| 30. Dezember 2015 16:00 Uhr | Schweden A. Kempe (0:13) G. Forsling (10:22) O. Lindblom (37:17) W. Lagesson (50:02) A. Nylander (55:55) | 5:0 (2:0, 1:0, 2:0) Spielbericht | Dänemark | Helsingin Jäähalli, Helsinki Zuschauer: 4.193 |

| 30. Dezember 2015 20:00 Uhr | USA C. Dvorak (7:23) A. Matthews (8:26) B. Carlo (10:13) Z. Werenski (12:59) M. Tkachuk (15:10) N. Schmaltz (16:33) M. Tkachuk (22:12) A. Matthews (28:09) C. White (29:00) R. Donato (30:58) | 10:1 (6:0, 4:1, 0:0) Spielbericht | Schweiz T. Meier (21:26) | Helsingin Jäähalli, Helsinki Zuschauer: 3.701 |

| 31. Dezember 2015 16:00 Uhr | Dänemark M. Lassen (10:14) | 1:4 (1:1, 0:1, 0:2) Spielbericht | USA A. Matthews (17:04) S. Milano (21:43) C. White (45:40) A. Bjork (47:43) | Helsingin Jäähalli, Helsinki Zuschauer: 5.128 |

| 31. Dezember 2015 20:00 Uhr | Kanada M. Stephens (15:51) M. Marner (54:10) | 2:5 (1:2, 0:1, 1:2) Spielbericht | Schweden A. Nylander (4:37) G. Forsling (7:08) A. Kempe (33:38) A. Karlsson (47:09) R. Asplund (59:49) | Helsingin Jäähalli, Helsinki Zuschauer: 7.003 |

| Pl. |          | Sp | S | OTS | OTN | N | Tore  | Punkte |
| 1.  | Schweden | 4  | 4 | 0   | 0   | 0 | 19:05 | 12     |
| 2.  | USA      | 4  | 3 | 0   | 0   | 1 | 18:05 | 9      |
| 3.  | Kanada   | 4  | 1 | 1   | 0   | 2 | 12:08 | 5      |
| 4.  | Dänemark | 4  | 1 | 0   | 0   | 3 | 04:16 | 3      |
| 5.  | Schweiz  | 4  | 0 | 0   | 1   | 3 | 07:23 | 1      |

Abkürzungen: Pl. = Platz, Sp = Spiele, S = Siege, OTS = Siege nach Verlängerung (Overtime) oder Penaltyschießen, OTN = Niederlagen nach Verlängerung oder Penaltyschießen, N = Niederlagen

Erläuterungen: Viertelfinalqualifikant, Abstiegsrundenqualifikant

#### Gruppe B
| 26. Dezember 2015 14:00 Uhr (Ortszeit) | Tschechien M. Špaček (33:54) | 1:2 n. P. (1:0, 0:1, 0:0, 0:0, 0:1) Spielbericht | Russland A. Lauta (49:09) M. Lasarew (PS) | Hartwall Arena, Helsinki Zuschauer: 10.106 |

| 26. Dezember 2015 18:00 Uhr | Finnland J. Puljujärvi (37:14) P. Laine (41:33) S. Niku (45:46) J. Puljujärvi (47:26) S. Repo (53:04) M. Rantanen (59:40) | 6:0 (0:0, 1:0, 5:0) Spielbericht | Belarus | Hartwall Arena, Helsinki Zuschauer: 12.222 |

| 27. Dezember 2015 16:00 Uhr | Belarus W. Malinouski (11:33) R. Wassiltschuk (22:21) | 2:4 (1:1, 1:1, 0:2) Spielbericht | Slowakei P. Koch (6:56) F. Lestan (32:28) L. Hrusik (40:19) J. Šiška (59:41) | Hartwall Arena, Helsinki Zuschauer: 1.472 |

| 28. Dezember 2015 14:00 Uhr | Slowakei | 0:2 (0:0, 0:1, 0:1) Spielbericht | Tschechien D. Pastrňák (36:58) D. Lakatoš (51:55) | Hartwall Arena, Helsinki Zuschauer: 8.998 |

| 28. Dezember 2015 18:00 Uhr | Russland K. Kaprisow (6:10) A. Swetlakow (28:48) P. Kraskowski (32:29) W. Kamenew (35:28) A. Polunin (36:05) R. Faslejew (53:48) | 6:4 (1:2, 4:1, 1:1) Spielbericht | Finnland S. Aho (4:13) P. Laine (18:53) A. Saarela (20:53) A. Saarela (41:18) | Hartwall Arena, Helsinki Zuschauer: 12.526 |

| 29. Dezember 2015 16:00 Uhr | Belarus A. Pazenkin (46:14) | 1:4 (0:3, 0:0, 1:1) Spielbericht | Russland M. Lasarew (10:00) A. Polunin (15:42) W. Kamenew (18:19) A. Polunin (47:41) | Hartwall Arena, Helsinki Zuschauer: 2.342 |

| 30. Dezember 2015 14:00 Uhr | Tschechien Š. Stránský (15:39) D. Lakatoš (32:26) J. Smejkal (52:06) R. Veselý (54:20) D. Mašín (59:40) | 5:3 (1:0, 1:3, 3:0) Spielbericht | Belarus S. Falkouski (20:43) J. Scharanhowitsch (30:26) U. Hontscharou (37:31) | Hartwall Arena, Helsinki Zuschauer: 8.456 |

| 30. Dezember 2015 18:00 Uhr | Slowakei M. Sukeľ (9:50) R. Bondra (11:55) P. Maier (45:27) | 3:8 (2:1, 0:2, 1:5) Spielbericht | Finnland S. Aho (15:15) A. Saarela (34:07) R. Hintz (38:22) J. Puljujärvi (40:28) S. Aho (42:41) P. Laine (51:52) K. Kapanen (52:30) K. Björkqvist (57:42) | Hartwall Arena, Helsinki Zuschauer: 12.723 |

| 31. Dezember 2015 14:00 Uhr | Russland A. Lauta (15:29) J. Rykow (29:12) | 2:1 (1:0, 1:1, 0:0) Spielbericht | Slowakei C. Jaroš (35:50) | Hartwall Arena, Helsinki Zuschauer: 6.497 |

| 31. Dezember 2015 18:00 Uhr | Finnland J. Puljujärvi (20:57) R. Hintz (28:06) A. Kalapudas (30:46) J. Puljujärvi (50:10) P. Laine (54:13) | 5:4 (0:0, 3:3, 2:1) Spielbericht | Tschechien J. Smejkal (52:06) J. Ordoš (26:08) D. Sklenička (39:27) M. Špaček (48:37) | Hartwall Arena, Helsinki Zuschauer: 12.198 |

| Pl. |            | Sp | S | OTS | OTN | N | Tore  | Punkte |
| 1.  | Russland   | 4  | 3 | 1   | 0   | 0 | 14:07 | 11     |
| 2.  | Finnland   | 4  | 3 | 0   | 0   | 1 | 23:13 | 9      |
| 3.  | Tschechien | 4  | 2 | 0   | 1   | 1 | 12:10 | 7      |
| 4.  | Slowakei   | 4  | 1 | 0   | 0   | 3 | 08:14 | 3      |
| 5.  | Belarus    | 4  | 0 | 0   | 0   | 4 | 06:19 | 0      |

Abkürzungen: Pl. = Platz, Sp = Spiele, S = Siege, OTS = Siege nach Verlängerung (Overtime) oder Penaltyschießen, OTN = Niederlagen nach Verlängerung oder Penaltyschießen, N = Niederlagen

Erläuterungen: Viertelfinalqualifikant, Abstiegsrundenqualifikant

### Abstiegsrunde
Die Relegation zur Gruppe A der Division I wird im Modus „Best-of-Three“ ausgetragen. Dabei setzte sich die Schweizer U20-Auswahl mit zwei Siegen gegen die belarussische Vertretung durch und verblieb damit in der höchsten Spielklasse.
| 2. Januar 2016 12:00 Uhr (Ortszeit) | Schweiz N. Rod (6:36) D. Malgin (35:36) D. Riat (38:41) J. Privet (51:05) T. Meier (58:59) | 5:1 (1:1, 2:0, 2:0) Spielbericht Stand: 1:0 | Belarus D. Bujnizki (1:59) | Helsingin Jäähalli, Helsinki Zuschauer: 453 |

| 3. Januar 2016 12:00 Uhr | Belarus D. Bujnizki (15:20) D. Pilipawitsch (16:44) | 2:6 (2:3, 0:3, 0:0) Spielbericht Stand: 0:2 | Schweiz P. Suter (3:41) P. Suter (3:50) P. Suter (12:43) N. Rod (28:18) C. Thürkauf (31:52) D. Meyer (35:21) | Helsingin Jäähalli, Helsinki Zuschauer: 748 |

### Finalrunde
|  | Viertelfinale | Viertelfinale | Viertelfinale |  |  | Halbfinale | Halbfinale | Halbfinale |  |  | Finale           | Finale           | Finale           |
|  |               |               |               |  |  |            |            |            |  |  |                  |                  |                  |
|  | A1            | Schweden      | 6             |  |  |            |            |            |  |  |                  |                  |                  |
|  | B4            | Slowakei      | 0             |  |  |            |            |            |  |  |                  |                  |                  |
|  |               |               |               |  |  | A1         | Schweden   | 1          |  |  |                  |                  |                  |
|  |               |               |               |  |  | B2         | Finnland   | 2          |  |  |                  |                  |                  |
|  | B2            | Finnland      | 6             |  |  |            |            |            |  |  |                  |                  |                  |
|  | A3            | Kanada        | 5             |  |  |            |            |            |  |  |                  |                  |                  |
|  |               |               |               |  |  |            |            |            |  |  | B2               | Finnland         | 4                |
|  |               |               |               |  |  |            |            |            |  |  | B1               | Russland         | 3                |
|  | B1            | Russland      | 4             |  |  |            |            |            |  |  |                  |                  |                  |
|  | A4            | Dänemark      | 3             |  |  |            |            |            |  |  |                  |                  |                  |
|  |               |               |               |  |  | B1         | Russland   | 2          |  |  |                  |                  |                  |
|  |               |               |               |  |  | A2         | USA        | 1          |  |  | Spiel um Platz 3 | Spiel um Platz 3 | Spiel um Platz 3 |
|  | A2            | USA           | 7             |  |  |            |            |            |  |  | A1               | Schweden         | 3                |
|  | B3            | Tschechien    | 0             |  |  |            |            |            |  |  | A2               | USA              | 8                |

#### Viertelfinale
| 2. Januar 2016 14:00 Uhr (Ortszeit) | Russland J. Korschkow (2:49) A. Lauta (52:31) W. Kamenew (59:16) W. Kamenew (65:00) | 4:3 n. V. (1:0, 0:2, 2:1, 1:0) Spielbericht | Dänemark M. Jensen (22:37) T. Olsen (29:20) E. Christensen (54:36) | Hartwall Arena, Helsinki Zuschauer: 8.869 |

| 2. Januar 2016 16:00 Uhr | Schweden J. Eriksson Ek (5:10) O. Lindblom (11:35) C. Ehn (30:07) A. Kempe (43:43) J. Lööke (45:36) A. Nylander (56:57) | 6:0 (2:0, 1:0, 3:0) Spielbericht | Slowakei | Helsingin Jäähalli, Helsinki Zuschauer: 3.796 |

| 2. Januar 2016 18:00 Uhr | Finnland P. Laine (19:49) A. Kalapudas (26:18) A. Saarela (35:44) J. Nättinen (37:17) S. Aho (44:21) P. Laine (54:10) | 6:5 (1:2, 3:1, 2:2) Spielbericht | Kanada T. Konecny (5:21) D. Strome (10:59) L. Crouse (27:20) M. Marner (43:14) M. Marner (45:57) | Hartwall Arena, Helsinki Zuschauer: 13.016 |

| 2. Januar 2016 20:00 Uhr | USA N. Schmaltz (05:17) C. Dvorak (15:14) A. Matthews (24:15) A. Matthews (29:08) S. Eansor (38:04) A. Matthews (40:24) A. DeBrincat (51:53) | 7:0 (2:0, 3:0, 2:0) Spielbericht | Tschechien | Helsingin Jäähalli, Helsinki Zuschauer: 3.113 |

#### Halbfinale
| 4. Januar 2016 16:00 Uhr | Schweden R. Asplund (10:17) | 1:2 (1:0, 0:2, 0:0) Spielbericht | Finnland R. Hintz (31:08) A. Kalapudas (33:04) | Hartwall Arena, Helsinki Zuschauer: 13.340 |

| 4. Januar 2016 20:00 Uhr | Russland P. Kraskowski (35:08) J. Korschkow (37:56) | 2:1 (0:1, 2:0, 0:0) Spielbericht | USA C. Dvorak (9:03) | Hartwall Arena, Helsinki Zuschauer: 11.812 |

#### Spiel um Platz 3
| 5. Januar 2016 16:00 Uhr | Schweden W. Lagesson (17:39) C. Grundström (18:34) A. Holmström (58:28) | 3:8 (2:2, 0:4, 1:2) Spielbericht | USA A. Bjork (11:59) M. Tkachuk (15:32) B. Boeser (22:17) R. Donato (24:06) A. Bjork (36:31) B. Carlo (39:51) R. Donato (43:28) M. Tkachuk (51:12) | Hartwall Arena, Helsinki Zuschauer: 10.899 |

#### Finale
| 5. Januar 2016 20:30 Uhr | Russland W. Kamenew (4:50) A. Swetlakow (41:41) I. Proworow (59:54) | 3:4 n. V. (1:0, 0:0, 2:3, 0:1) Spielbericht | Finnland P. Laine (40:24) S. Aho (50:07) M. Rantanen (57:51) K. Kapanen (61:33) | Hartwall Arena, Helsinki Zuschauer: 13.479 |

### Statistik

#### Beste Scorer
Abkürzungen:  Sp = Spiele, T = Tore, V = Assists, Pkt = Punkte, +/− = Plus/Minus, SM = Strafminuten; Fett:  Turnierbestwert
| Spieler            | Team     | Sp | T | V  | Pkt | +/− | SM |
| ------------------ | -------- | -- | - | -- | --- | --- | -- |
| Jesse Puljujärvi   | Finnland | 7  | 5 | 12 | 17  | +8  | 0  |
| Sebastian Aho      | Finnland | 7  | 5 | 9  | 14  | +9  | 4  |
| Patrik Laine       | Finnland | 7  | 7 | 6  | 13  | +8  | 6  |
| Auston Matthews    | USA      | 7  | 7 | 4  | 11  | +6  | 2  |
| Matthew Tkachuk    | USA      | 7  | 4 | 7  | 11  | +7  | 6  |
| Alexander Nylander | Schweden | 7  | 4 | 5  | 9   | +5  | 0  |
| Zach Werenski      | USA      | 7  | 2 | 7  | 9   | +10 | 4  |
| Denis Malgin       | Schweiz  | 6  | 1 | 8  | 9   | −1  | 6  |
| Olli Juolevi       | Finnland | 7  | 0 | 9  | 9   | +6  | 4  |
| Christian Dvorak   | USA      | 7  | 3 | 5  | 8   | +8  | 0  |
| Adrian Kempe       | Schweden | 7  | 3 | 5  | 8   | +1  | 8  |

#### Beste Torhüter
Abkürzungen: Sp = Spiele, Min = Eiszeit (in Minuten), SaT = Schüsse aufs Tor, GT = Gegentore, Sv% = gehaltene Schüsse (in %), GTS = Gegentorschnitt, SO = Shutouts; Fett:  Turnierbestwert
Erfasst werden nur Torhüter, die mindestens 40 % der Gesamtspielzeit eines Teams absolviert haben. Sortiert nach Sv%.
| Spieler          | Team     | Sp | Min    | SaT | GT | Sv%   | GTS  | SO |
| ---------------- | -------- | -- | ------ | --- | -- | ----- | ---- | -- |
| Linus Söderström | Schweden | 5  | 295:28 | 132 | 7  | 94,70 | 1,42 | 2  |
| Alex Nedeljkovic | USA      | 6  | 325:52 | 157 | 9  | 94,27 | 1,66 | 1  |
| Thomas Lillie    | Dänemark | 3  | 185:00 | 117 | 10 | 91,45 | 3,24 | 0  |
| Kaapo Kähkönen   | Finnland | 4  | 214:13 | 99  | 9  | 90,91 | 2,52 | 0  |
| Adam Húska       | Slowakei | 5  | 292:30 | 188 | 19 | 89,89 | 3,90 | 0  |

### Abschlussplatzierungen
| Pl. | Team       |
| --- | ---------- |
| 1   | Finnland   |
| 2   | Russland   |
| 3   | USA        |
| 4   | Schweden   |
| 5   | Tschechien |
| 6   | Kanada     |
| 7   | Slowakei   |
| 8   | Dänemark   |
| 9   | Schweiz    |
| 10  | Belarus    |

### Titel, Auf- und Abstieg
| Weltmeister Finland | Sebastian Aho, Kasper Björkvist, Roope Hintz, Olli Juolevi, Kaapo Kähkönen, Antti Kalapudas, Kasperi Kapanen, Miro Keskitalo, Patrik Laine, Juho Lammikko, Emil Larmi, Niko Mikkola, Julius Nättinen, Sami Niku, Jesse Puljujärvi, Mikko Rantanen, Sebastian Repo, Aleksi Saarela, Vili Saarijärvi, Miska Siikonen, Eetu Sopanen, Joni Tuulola, Veini Vehviläinen Cheftrainer: Jukka Jalonen; Assistenztrainer: Timo Lehkonen |

| Silber Russland | Sergei Boikow, Alexander Dergatschow, Rawil Faslejew, Alexander Georgijew, Wladislaw Kamenew, Kirill Kaprisow, Jegor Korschkow, Pawel Kraskowski, Andrei Kusmenko, Artur Lauta, Maxim Lasarew, Alexander Mikulowitsch, Alexander Polunin, Iwan Proworow, Jegor Rykow, Ilja Samsonow, Damir Scharipsjanow, Nikita Schuldikow, Dmitri Sergejew, Andrei Swetalkow, Jewgeni Swetschnikow, Maxim Tretjak, Jegor Woronkow Cheftrainer: Waleri Bragin; Assistenztrainer: Wladimir Fedossow |

| Bronze USA | Charlie McAvoy, Louie Belpedio, Anders Bjork, Will Borgen, Brock Boeser, Brandon Carlo, Alex DeBrincat, Ryan Donato, Christian Dvorak, Scott Eansor, Brandon Fortunato, Brandon Halverson, Ryan Hitchcock, Chad Krys, Ryan MacInnis, Auston Matthews, Sonny Milano, Alex Nedeljkovic, Nick Schmaltz, Matthew Tkachuk, Zach Werenski, Colin White Cheftrainer: Ron Wilson |

| Absteiger in die Division IA:   | Belarus  |
| Aufsteiger in die Top-Division: | Lettland |

### Auszeichnungen
Spielertrophäen
| Auszeichnung         | Spieler          | Team     |
| -------------------- | ---------------- | -------- |
| Wertvollster Spieler | Jesse Puljujärvi | Finnland |
| Bester Torhüter      | Linus Söderström | Schweden |
| Bester Verteidiger   | Zach Werenski    | USA      |
| Bester Stürmer       | Jesse Puljujärvi | Finnland |

All-Star-Team
| Angriff:      | Jesse Puljujärvi – Patrik Laine – Auston Matthews |
| Verteidigung: | Olli Juolevi – Zach Werenski                      |
| Tor:          | Linus Söderström                                  |

## Division I

### Gruppe A in Wien, Österreich
Das Turnier der Gruppe A wurde vom 13. bis 19. Dezember 2015 in der österreichischen Hauptstadt Wien ausgetragen. Die Spiele fanden in der 7.022 Zuschauer fassenden Albert-Schultz-Eishalle statt. Besucht wurden die Spiele von insgesamt 10.062 Zuschauern, was einem Schnitt von 670 pro Spiel entspricht.
Lettland konnte nach drei Jahren der Zweitklassigkeit wieder in die Top-Division aufsteigen, während die italienische Mannschaft durch eine 3:7-Niederlage gegen Österreich alle Chancen auf den Klassenerhalt einbüßte.
| 13. Dezember 2015 13:00 Uhr (Ortszeit) | Kasachstan Ä. Ässetow (23:20) D. Presnow (48:12) | 2:3 (0:0, 1:2, 1:1) Spielbericht | Deutschland K. Wissmann (24:24) A. Eder (28:36) K. Wissmann (58:05) | Albert-Schultz-Eishalle, Wien Zuschauer: 350 |

| 13. Dezember 2015 16:30 Uhr | Italien M. Mantinger (2:36) | 1:10 (1:3, 0:2, 0:5) Spielbericht | Norwegen J. Ekaas (11:03) A. Gulliksen (12:32) C. Olsen (19:06) S. Nystuen (23:41) M. Rønnild (29:03) F. Jørgensen (41:48) H. Knold (43:38) J. Johannesen (52:17) L. Hoff (54:56) L. Hoff (55:50) | Albert-Schultz-Eishalle, Wien Zuschauer: 325 |

| 13. Dezember 2015 20:00 Uhr | Österreich F. Baltram (24:14) S. Antonitsch (53:15) | 2:6 (0:3, 1:3, 1:0) Spielbericht | Lettland R. Balcers (0:56) O. Šišļaņņikovs (9:43) K. Zīle (16:49) K. Galoha (22:43) G. Sprukts (32:03) F. Buncis (38:32) | Albert-Schultz-Eishalle, Wien Zuschauer: 1.048 |

| 14. Dezember 2015 13:00 Uhr | Deutschland A. Eder (7:14) J. Mayenschein (25:09) | 2:1 (1:0, 1:1, 0:0) Spielbericht | Italien D. Conci (32:07) | Albert-Schultz-Eishalle, Wien Zuschauer: 352 |

| 14. Dezember 2015 16:30 Uhr | Lettland M. Ponomarenko (39:47) M. Dzierkals (42:28) F. Razgals (46:19) M. Lazarevs (55:59) F. Razgals (58:18) | 5:3 (0:2, 1:0, 4:1) Spielbericht | Kasachstan D. Presnow (5:22) D. Grenz (9:03) Ä. Ässetow (57:08) | Albert-Schultz-Eishalle, Wien Zuschauer: 253 |

| 14. Dezember 2015 20:00 Uhr | Norwegen M. Rønnild (1:55) F. Jørgensen (13:58) L. Hoff (15:30) | 3:4 (3:2, 0:0, 0:2) Spielbericht | Österreich L. Haudum (2:39) A. Lahoda (4:46) D. Zwerger (47:32) F. Baltram (54:47) | Albert-Schultz-Eishalle, Wien Zuschauer: 914 |

| 16. Dezember 2015 13:00 Uhr | Norwegen H. Knold (17:23) | 1:2 n. P. (1:0, 0:1, 0:0, 0:0, 0:1) Spielbericht | Lettland F. Buncis (31:44) R. Ābols (PS) | Albert-Schultz-Eishalle, Wien Zuschauer: 558 |

| 16. Dezember 2015 16:30 Uhr | Kasachstan Ä. Ässetow (9:31) I. Lobanow (26:47) D. Sentjuschkin (28:57) Ä. Ässetow (34:13) B. Tolepbergen (35:45) N. Nesmanow (39:38) I. Borowikow (45:00) | 7:0 (1:0, 5:0, 1:0) Spielbericht | Italien | Albert-Schultz-Eishalle, Wien Zuschauer: 346 |

| 16. Dezember 2015 20:00 Uhr | Deutschland S. Loibl (28:18) | 1:3 (0:1, 1:0, 0:2) Spielbericht | Österreich D. Zwerger (16:28) F. Baltram (40:37) D. Zwerger (59:51) | Albert-Schultz-Eishalle, Wien Zuschauer: 2.246 |

| 17. Dezember 2015 13:00 Uhr | Norwegen J. Nipe (5:37) M. Henriksen (16:05) F. Jørgensen (29:42) | 3:4 n. P. (2:0, 1:2, 1:0, 0:0,0:1) Spielbericht | Kasachstan Ä. Ässetow (29:24) Ä. Ässetow (32:59) B. Tolepbergen (59:40) W. Wolkow (PS) | Albert-Schultz-Eishalle, Wien Zuschauer: 168 |

| 17. Dezember 2015 16:30 Uhr | Lettland R. Ābols (3:15) R. Ābols (19:24) A. Bušs (38:46) M. Lazarevs (58:57) | 4:1 (2:0, 1:1, 1:0) Spielbericht | Deutschland T. Eder (29:20) | Albert-Schultz-Eishalle, Wien Zuschauer: 307 |

| 17. Dezember 2015 20:00 Uhr | Italien D. Conci (45:39) E. Thum (50:01) D. Conci (59:29) | 3:7 (0:1, 0:4, 3:2) Spielbericht | Österreich D. Wachter (5:15) A. Lahoda (22:24) S. Gaffal (24:23) D. Jakubitzka (25:34) A. Lahoda (28:23) S. Antonitsch (42:49) S. Antonitsch (53:13) | Albert-Schultz-Eishalle, Wien Zuschauer: 865 |

| 19. Dezember 2015 13:00 Uhr | Lettland H. Egle (3:24) K. Galoha (52:54) R. Ābols (59:21) | 3:0 (1:0, 0:0, 2:0) Spielbericht | Italien | Albert-Schultz-Eishalle, Wien Zuschauer: 170 |

| 19. Dezember 2015 16:30 Uhr | Deutschland C. Körner (27:21) M. Edfelder (33:26) J. Napravnik (39:36) | 3:4 n. P. (0:0, 3:0, 0:3, 0:0, 0:1) Spielbericht | Norwegen H. Knold (45:01) H. Knold (49:51) C. Olsen (59:58) H. Knold (PS) | Albert-Schultz-Eishalle, Wien Zuschauer: 810 |

| 19. Dezember 2015 20:00 Uhr | Österreich M. Huber (19:40) L. Haudum (48:55) | 2:5 (1:2, 0:2, 1:1) Spielbericht | Kasachstan D. Grenz (0:20) S. Schtefan (1:32) W. Wolkow (29:38) I. Borowikow (36:19) S. Schtefan (47:58) | Albert-Schultz-Eishalle, Wien Zuschauer: 1.350 |

| Pl. |             | Sp | S | OTS | OTN | N | Tore  | Punkte |
| 1.  | Lettland    | 5  | 4 | 1   | 0   | 0 | 20:07 | 14     |
| 2.  | Österreich  | 5  | 3 | 0   | 0   | 2 | 18:18 | 9      |
| 3.  | Kasachstan  | 5  | 2 | 1   | 0   | 2 | 21:13 | 8      |
| 4.  | Norwegen    | 5  | 1 | 1   | 2   | 1 | 21:14 | 7      |
| 5.  | Deutschland | 5  | 2 | 0   | 1   | 2 | 10:14 | 7      |
| 6.  | Italien     | 5  | 0 | 0   | 0   | 5 | 05:29 | 0      |

Abkürzungen: Pl. = Platz, Sp = Spiele, S = Siege, OTS = Siege nach Verlängerung (Overtime) oder Penaltyschießen, OTN = Niederlagen nach Verlängerung oder Penaltyschießen, N = Niederlagen

Erläuterungen: Aufsteiger in die Top-Division, Absteiger in die Division IB

#### Beste Scorer
Abkürzungen:  Sp = Spiele, T = Tore, V = Assists, Pkt = Punkte, +/− = Plus/Minus, SM = Strafminuten; Fett:  Turnierbestwert
| Spieler           | Team       | Sp | T | V | Pkt | +/− | SM |
| ----------------- | ---------- | -- | - | - | --- | --- | -- |
| Dominic Zwerger   | Österreich | 5  | 3 | 4 | 7   | +2  | 2  |
| Wladimir Wolkow   | Kasachstan | 5  | 2 | 5 | 7   | −1  | 0  |
| Älichan Ässetow   | Kasachstan | 5  | 6 | 0 | 6   | +2  | 0  |
| Florian Baltram   | Österreich | 5  | 3 | 3 | 6   | +4  | 4  |
| Dmitri Grenz      | Kasachstan | 5  | 2 | 4 | 6   | +1  | 2  |
| Anders Gulliksen  | Norwegen   | 5  | 1 | 5 | 6   | +4  | 0  |
| Henrik Knold      | Norwegen   | 5  | 5 | 0 | 5   | +5  | 2  |
| Rodrigo Ābols     | Lettland   | 5  | 4 | 1 | 5   | +1  | 0  |
| Fredrik Jørgensen | Norwegen   | 5  | 3 | 2 | 5   | +4  | 2  |
| Frenks Razgals    | Lettland   | 5  | 2 | 3 | 5   | +5  | 0  |

#### Beste Torhüter
Abkürzungen:  Sp = Spiele, Min = Eiszeit (in Minuten), GT = Gegentore, Sv% = gehaltene Schüsse (in %), GTS = Gegentorschnitt, SO = Shutouts; Fett:  Turnierbestwert
| Spieler            | Team       | Sp | Min    | GT | Sv%   | GTS  | SO |
| ------------------ | ---------- | -- | ------ | -- | ----- | ---- | -- |
| Matīss Kivlenieks  | Lettland   | 4  | 245:00 | 7  | 94.12 | 1,71 | 0  |
| Hannes Treibenreif | Italien    | 4  | 214:02 | 14 | 91.30 | 3,92 | 0  |
| Fredrik Grønstrand | Norwegen   | 3  | 194:24 | 9  | 89.77 | 2,78 | 0  |
| Thomas Stroj       | Österreich | 3  | 180:00 | 9  | 89.41 | 3,00 | 0  |
| Anton Brujew       | Kasachstan | 5  | 303:56 | 13 | 88.79 | 2,57 | 1  |

#### Division-IA-Siegermannschaft
| Division-IA-Aufsteiger Lettland | Rodrigo Ābols, Rūdolfs Balcers, Uvis Jānis Balinskis, Filips Buncis, Artūrs Bušs, Kārlis Čukste, Mārtiņš Dzierkals, Haralds Egle, Kirils Galoha, Gustavs Grigals, Eduards Jansons, Gvido Jansons, Matīss Kivlenieks, Marks Lazarevs, Vjačeslavs Minajevs, Maksims Ponomarenko, Rihards Puide, Frenks Razgals, Kristiāns Rubīns, Oļegs Šišļaņņikovs, Gatis Sprukts, Kristaps Zīle Trainer: Leonīds Beresņevs |

### Gruppe B in Megève, Frankreich
Das Turnier der Gruppe B wurde vom 12. bis 18. Dezember 2015 im französischen Megève ausgetragen. Die Spiele fanden im 2.700 Zuschauer fassenden Palais des sports de Megève statt. Den Turniersieg sicherte sich die französische U20-Auswahl mit einem abschließenden 7:2-Erfolg über die polnische Vertretung aufgrund des besseren direkten Vergleichs gegenüber den punktgleichen Polen und Briten. Japan, das seine Teilnahme kurzfristig zurückzog, musste den Gang in die Division II antreten, so dass der Absteiger schon vor Turnierbeginn feststand. Die zehn Spiele wurden von 5.585 Zuschauern – im Schnitt 558 pro Spiel – besucht.
| 12. Dezember 2015 15:30 Uhr | Großbritannien M. Heywood (43:43) O. Griffiths (44:56) L. Hook (60:37) | 3:2 n. V. (0:0, 0:1, 2:1, 1:0) Spielbericht | Slowenien J. Orehek (26:53) M. Tarman (50:30) | Palais des sports, Megève Zuschauer: 206 |

| 12. Dezember 2015 19:00 Uhr | Frankreich B. Maïa (19:49) F. Colotti (38:05) F. Colotti (64:36) | 3:2 n. V. (1:0, 1:2, 0:0, 1:0) Spielbericht | Ukraine W. Masur (32:56) I. Radezkyj (33:17) | Palais des sports, Megève Zuschauer: 700 |

| 13. Dezember 2015 15:30 Uhr | Polen K. Sikora (1:15) J. Lorek (15:48) Ł. Krzemień (19:35) M. Horzelski (27:24) K. Wróbel (28:10) M. Gościński (30:51) J. Jaworski (40:10) K. Wróbel (40:28) K. Paszek (52:53) | 9:3 (3:0, 3:1, 3:2) Spielbericht | Großbritannien I. Antonov (32:34) A. Forbes (44:32) A. Forbes (48:04) | Palais des sports, Megève Zuschauer: 128 |

| 13. Dezember 2015 19:00 Uhr | Slowenien Ž. Jezovšek (43:08) | 1:4 (0:1, 0:1, 1:2) Spielbericht | Frankreich G. Leclerc (12:10) H. Gallet (34:06) J. Addamo (44:04) R. Colomban (59:22) | Palais des sports, Megève Zuschauer: 1.030 |

| 15. Dezember 2015 15:30 Uhr | Ukraine | 0:1 n. V. (0:0, 0:0, 0:0, 0:1) Spielbericht | Polen O. Jaśkiewicz (64:21) | Palais des sports, Megève Zuschauer: 180 |

| 15. Dezember 2015 19:00 Uhr | Großbritannien L. Johnson (17:18) L. Hook (22:22) M. Heywood (46:52) O. Betteridge (59:29) | 4:3 (1:2, 1:1, 2:0) Spielbericht | Frankreich G. Ville (0:37) B. Maïa (4:58) B. Maïa (33:34) | Palais des sports, Megève Zuschauer: 1.138 |

| 16. Dezember 2015 15:30 Uhr | Ukraine O. Worona (14:03) I. Radezkyj (54:20) | 2:3 (1:0, 0:1, 1:2) Spielbericht | Großbritannien M. Stratford (34:40) D. Speirs (43:15) M. Heywood (49:50) | Palais des sports, Megève Zuschauer: 126 |

| 16. Dezember 2015 19:00 Uhr | Polen K. Sikora (22:34) S. Skrodziuk (23:10) M. Horzelski (41:58) | 3:0 (0:0, 2:0, 1:0) Spielbericht | Slowenien | Palais des sports, Megève Zuschauer: 185 |

| 18. Dezember 2015 15:30 Uhr | Slowenien R. Avsenek (31:11) M. Mercina (54:13) M. Jeklič (56:51) | 3:5 (0:1, 1:3, 2:1) Spielbericht | Ukraine J. Tymtschenko (5:12) O. Worona (24:46) I. Radezkyj (29:11) O. Worona (33:02) I. Radezkyj (40:26) | Palais des sports, Megève Zuschauer: 103 |

| 18. Dezember 2015 19:00 Uhr | Polen J. Jaworski (26:17) K. Wrobel (50:21) | 2:7 (0:1, 1:3, 1:3) Spielbericht | Frankreich F. Colotti (15:42) B. Maïa (25:36) G. Ville (28:32) L. Coulaud (38:44) B. Maïa (45:52) J. Guillaume (51:18) B. Maïa (59:25) | Palais des sports, Megève Zuschauer: 1.789 |

| Pl. |                | Sp | S | OTS | OTN | N | Tore  | Punkte |
| 1.  | Frankreich     | 4  | 2 | 1   | 0   | 1 | 17:09 | 8      |
| 2.  | Polen          | 4  | 2 | 1   | 0   | 1 | 16:11 | 8      |
| 3.  | Großbritannien | 4  | 2 | 1   | 0   | 1 | 13:16 | 8      |
| 4.  | Ukraine        | 4  | 1 | 0   | 2   | 1 | 10:11 | 5      |
| 5.  | Slowenien      | 4  | 0 | 0   | 1   | 3 | 06:15 | 1      |

Abkürzungen: Pl. = Platz, Sp = Spiele, S = Siege, OTS = Siege nach Verlängerung (Overtime) oder Penaltyschießen, OTN = Niederlagen nach Verlängerung oder Penaltyschießen, N = Niederlagen

Erläuterungen: Aufsteiger in die Division IA

#### Beste Scorer
Abkürzungen: Sp = Spiele, T = Tore, V = Assists, Pkt = Punkte, +/− = Plus/Minus, SM = Strafminuten; Fett: Turnierbestwert
| Spieler           | Team           | Sp | T | V | Pkt | +/− | SM |
| ----------------- | -------------- | -- | - | - | --- | --- | -- |
| Bastien Maïa      | Frankreich     | 4  | 6 | 5 | 11  | +4  | 10 |
| Fabien Colotti    | Frankreich     | 4  | 3 | 3 | 6   | +4  | 4  |
| Oleksij Worona    | Ukraine        | 4  | 3 | 3 | 6   | ±0  | 0  |
| Kamil Sikora      | Polen          | 4  | 2 | 4 | 6   | +5  | 4  |
| Guillaume Leclerc | Frankreich     | 4  | 1 | 5 | 6   | +4  | 2  |
| Iwan Radezkyj     | Ukraine        | 4  | 4 | 1 | 5   | ±0  | 0  |
| Macaulay Heywood  | Großbritannien | 4  | 3 | 2 | 5   | −2  | 4  |
| Gabin Ville       | Frankreich     | 3  | 2 | 3 | 5   | +4  | 29 |
| Marcin Horzelski  | Polen          | 4  | 2 | 3 | 5   | +4  | 4  |
| Kamil Paszek      | Polen          | 4  | 1 | 3 | 4   | +5  | 0  |

#### Beste Torhüter
Abkürzungen: Sp = Spiele, Min = Eiszeit (in Minuten), GT = Gegentore, Sv% = gehaltene Schüsse (in %), GTS = Gegentorschnitt, SO = Shutouts; Fett: Turnierbestwert
| Spieler            | Team           | Sp | Min    | GT | Sv%   | GTS  | SO |
| ------------------ | -------------- | -- | ------ | -- | ----- | ---- | -- |
| Bogdan Dyatschenko | Ukraine        | 4  | 247:16 | 10 | 93.29 | 2,43 | 0  |
| Quentin Papillon   | Frankreich     | 2  | 124:36 | 4  | 92.45 | 1,93 | 0  |
| Ben Churchfield    | Großbritannien | 3  | 149:09 | 8  | 92.16 | 3,22 | 0  |
| Michał Czernik     | Polen          | 4  | 244:04 | 10 | 91.38 | 2,46 | 2  |
| Mark Vlahovič      | Slowenien      | 3  | 178:44 | 9  | 90.43 | 3,02 | 0  |

#### Division-IB-Siegermannschaft
| Division-IB-Aufsteiger Frankreich | Justin Addamo, Loic Chapelier, Robin Colomban, Fabien Colotti, Loic Couloud, Jérémy Delbaere, Hugo Gallet, Julien Guillaume, Brieuc Houeix, Guillaume Leclerc, Bastien Maïa, Kevin Marion, Rudy Matima, Vincent Melin, Arthur Montenoise, Vincent Nesa, Tom Pajonkowski, Quentin Papillon, Thomas Thiry, Antoine Torres, Gabin Ville, Raphael Garniër Trainer: Dany Gélinas |

### Auf- und Abstieg
| Absteiger in die Division IA:   | Belarus    |
| Aufsteiger in die Top-Division: | Lettland   |
| Absteiger in die Division IB:   | Italien    |
| Aufsteiger in die Division IA:  | Frankreich |
| Absteiger in die Division IIA:  | Japan      |
| Aufsteiger in die Division IB:  | Ungarn     |

## Division II

### Gruppe A in Elektrėnai, Litauen
Das Turnier der Gruppe A wurde vom 13. bis 19. Dezember 2015 im litauischen Elektrėnai ausgetragen. Die Spiele fanden in der 2.000 Zuschauer fassenden Elektrėnų ledo rūmai statt. Der ungarischen Mannschaft gelang der Aufstieg in die Gruppe B der Division I. Dagegen musste die südkoreanische Mannschaft, die seit diesem Jahr der A-Gruppe angehört hatte den Gang in die Gruppe B der Division II antreten. Insgesamt besuchten 14.464 Zuschauer die 15 Spiele, was einem Zuschauerschnitt von 964 Besuchern pro Spiel entspricht.
| 13. Dezember 2015 13:00 Uhr (Ortszeit) | Kroatien | 5:2 (1:0, 3:0, 1:2) Spielbericht | Niederlande | Elektrėnų ledo rūmai, Elektrėnai Zuschauer: 304 |

| 13. Dezember 2015 16:30 Uhr | Südkorea | 2:8 (0:2, 1:2, 1:4) Spielbericht | Ungarn | Elektrėnų ledo rūmai, Elektrėnai Zuschauer: 1.001 |

| 13. Dezember 2015 20:00 Uhr | Litauen | 6:5 (2:1, 2:1, 2:3) Spielbericht | Estland | Elektrėnų ledo rūmai, Elektrėnai Zuschauer: 1.816 |

| 14. Dezember 2015 13:00 Uhr | Ungarn | 7:5 (1:2, 4:3, 2:0) Spielbericht | Niederlande | Elektrėnų ledo rūmai, Elektrėnai Zuschauer: 317 |

| 14. Dezember 2015 16:30 Uhr | Estland | 6:3 (0:0, 4:1, 2:2) Spielbericht | Kroatien | Elektrėnų ledo rūmai, Elektrėnai Zuschauer: 416 |

| 14. Dezember 2015 20:00 Uhr | Litauen | 2:1 n. P. (0:1, 0:0, 1:0, 0:0, 1:0) Spielbericht | Südkorea | Elektrėnų ledo rūmai, Elektrėnai Zuschauer: 1.795 |

| 16. Dezember 2015 13:00 Uhr | Ungarn | 6:0 (3:0, 1:0, 2:0) Spielbericht | Estland | Elektrėnų ledo rūmai, Elektrėnai Zuschauer: 271 |

| 16. Dezember 2015 16:30 Uhr | Südkorea | 2:3 n. P. (1:0, 1:1, 0:1, 0:0, 0:1) Spielbericht | Niederlande | Elektrėnų ledo rūmai, Elektrėnai Zuschauer: 361 |

| 16. Dezember 2015 20:00 Uhr | Litauen | 4:1 (0:0, 2:1, 2:0) Spielbericht | Kroatien | Elektrėnų ledo rūmai, Elektrėnai Zuschauer: 1.922 |

| 18. Dezember 2015 13:00 | Estland | 11:8 (5:3, 3:4, 3:1) Spielbericht | Südkorea | Elektrėnų ledo rūmai, Elektrėnai Zuschauer: 189 |

| 18. Dezember 2015 16:30 Uhr | Kroatien | 0:7 (0:3, 0:2, 0:2) Spielbericht | Ungarn | Elektrėnų ledo rūmai, Elektrėnai Zuschauer: 561 |

| 18. Dezember 2015 20:00 Uhr | Niederlande | 1:4 (0:1, 0:1, 1:2) Spielbericht | Litauen | Elektrėnų ledo rūmai, Elektrėnai Zuschauer: 2.103 |

| 19. Dezember 2015 13:00 Uhr | Südkorea | 2:4 (1:3, 1:0, 0:1) Spielbericht | Kroatien | Elektrėnų ledo rūmai, Elektrėnai Zuschauer: 226 |

| 19. Dezember 2015 16:30 Uhr | Niederlande | 3:5 (1:1, 1:2, 1:2) Spielbericht | Estland | Elektrėnų ledo rūmai, Elektrėnai Zuschauer: 721 |

| 19. Dezember 2015 20:00 Uhr | Ungarn | 8:2 (1:1, 4:0, 3:1) Spielbericht | Litauen | Elektrėnų ledo rūmai, Elektrėnai Zuschauer: 2.461 |

| Pl. |             | Sp | S | OTS | OTN | N | Tore  | Punkte |
| 1.  | Ungarn      | 5  | 5 | 0   | 0   | 0 | 36:09 | 15     |
| 2.  | Litauen     | 5  | 3 | 1   | 0   | 1 | 18:16 | 11     |
| 3.  | Estland     | 5  | 3 | 0   | 0   | 2 | 27:26 | 9      |
| 4.  | Kroatien    | 5  | 2 | 0   | 0   | 3 | 13:21 | 6      |
| 5.  | Niederlande | 5  | 0 | 1   | 0   | 4 | 14:23 | 2      |
| 6.  | Südkorea    | 5  | 0 | 0   | 2   | 3 | 15:28 | 2      |

Abkürzungen: Pl. = Platz, Sp = Spiele, S = Siege, OTS = Siege nach Verlängerung (Overtime) oder Penaltyschießen, OTN = Niederlagen nach Verlängerung oder Penaltyschießen, N = Niederlagen

Erläuterungen: Aufsteiger in die Division IB, Absteiger in die Division IIB

#### Beste Scorer
Abkürzungen: Sp = Spiele, T = Tore, V = Assists, Pkt = Punkte, +/− = Plus/Minus, SM = Strafminuten; Fett: Turnierbestwert
| Spieler           | Team     | Sp | T | V | Pkt | +/− | SM |
| ----------------- | -------- | -- | - | - | --- | --- | -- |
| Vilmos Galló      | Ungarn   | 5  | 6 | 7 | 13  | +14 | 2  |
| Vadim Vasjonkin   | Estland  | 5  | 6 | 7 | 13  | +4  | 10 |
| Csanád Erdély     | Ungarn   | 5  | 8 | 3 | 11  | +10 | 6  |
| István Terbócs    | Ungarn   | 5  | 4 | 7 | 11  | +10 | 6  |
| Nikita Kozorev    | Estland  | 4  | 4 | 6 | 10  | +2  | 25 |
| Kim Yae-jun       | Südkorea | 5  | 4 | 5 | 9   | −2  | 4  |
| Dmitri Vinogradov | Estland  | 5  | 3 | 6 | 9   | ±0  | 2  |
| Zsombor Kiss      | Ungarn   | 5  | 4 | 4 | 8   | +10 | 0  |
| Lee Chong-hyun    | Südkorea | 5  | 2 | 6 | 8   | −2  | 4  |
| David Jaszai      | Ungarn   | 5  | 0 | 8 | 8   | +11 | 2  |

#### Beste Torhüter
Abkürzungen: Sp = Spiele, Min = Eiszeit (in Minuten), GT = Gegentore, Sv% = gehaltene Schüsse (in %), GTS = Gegentorschnitt, SO = Shutouts; Fett: Turnierbestwert
| Spieler           | Team        | Sp | Min    | GT | Sv%   | GTS  | SO |
| ----------------- | ----------- | -- | ------ | -- | ----- | ---- | -- |
| Gergely Arany     | Ungarn      | 5  | 257:51 | 6  | 91.55 | 1,40 | 1  |
| Artur Pavliukov   | Litauen     | 5  | 305:00 | 16 | 90.24 | 3,15 | 0  |
| Vilim Rosandić    | Kroatien    | 4  | 219:56 | 11 | 88.42 | 3,00 | 0  |
| Ruud Leeuwesteijn | Niederlande | 3  | 185:00 | 11 | 89.32 | 3,57 | 0  |
| Daniil Seppenen   | Estland     | 5  | 298:00 | 26 | 86.93 | 5,23 | 0  |

### Gruppe B in Novi Sad, Serbien
Das Turnier der Gruppe B wurde vom 17. bis 23. Januar 2016 im serbischen Novi Sad ausgetragen. Die Spiele fanden im 1.623 Zuschauer fassenden Ledena dvorana SPENS statt und verzeichneten einen Zuschauerschnitt von 162 Besuchern je Spiel. Der rumänischen Mannschaft gelang durch einen 6:5-Erfolg im letzten Spiel gegen Spanien der sofortige Wiederaufstieg in die A-Gruppe. Nach fünf Niederlagen mit jeweils fünf oder mehr Toren Differenz – das entscheidende Spiel gegen Australien ging mit 2:8 verloren – musste Vorjahresaufsteiger China den sofortigen Wiederabstieg in die Division III hinnehmen.
| 17. Januar 2016 13:00 Uhr (Ortszeit) | Australien | 0:8 (0:2, 0:4, 0:2) Spielbericht | Rumänien | Ledena dvorana SPENS, Novi Sad Zuschauer: 35 |

| 17. Januar 2016 16:30 Uhr | Volksrepublik China | 0:5 (0:2, 0:2, 0:1) Spielbericht | Belgien | Ledena dvorana SPENS, Novi Sad Zuschauer: 47 |

| 17. Januar 2016 20:30 Uhr | Spanien | 4:1 (0:0, 1:0, 3:1) Spielbericht | Serbien | Ledena dvorana SPENS, Novi Sad Zuschauer: 623 |

| 18. Januar 2016 13:00 Uhr | Rumänien | 6:2 (1:0, 2:0, 3:2) Spielbericht | Belgien | Ledena dvorana SPENS, Novi Sad Zuschauer: 32 |

| 18. Januar 2016 16:30 Uhr | Spanien | 9:3 (4:1, 4:1, 1:1) Spielbericht | Australien | Ledena dvorana SPENS, Novi Sad Zuschauer: 42 |

| 18. Januar 2016 20:00 Uhr | Serbien | 10:0 (3:0, 5:0, 2:0) Spielbericht | Volksrepublik China | Ledena dvorana SPENS, Novi Sad Zuschauer: 178 |

| 20. Januar 2016 13:00 Uhr | Spanien | 10:1 (3:0, 3:1, 4:0) Spielbericht | Volksrepublik China | Ledena dvorana SPENS, Novi Sad Zuschauer: 25 |

| 20. Januar 2016 16:30 Uhr | Australien | 0:6 (0:1, 0:3, 0:2) Spielbericht | Belgien | Ledena dvorana SPENS, Novi Sad Zuschauer: 38 |

| 20. Januar 2016 20:00 Uhr | Rumänien | 5:4 n. V. (2:1, 0:1, 2:2, 1:0) Spielbericht | Serbien | Ledena dvorana SPENS, Novi Sad Zuschauer: 576 |

| 21. Januar 2016 13:00 Uhr | Belgien | 1:6 (1:2, 0:2, 0:2) Spielbericht | Spanien | Ledena dvorana SPENS, Novi Sad Zuschauer: 37 |

| 21. Januar 2016 16:30 Uhr | Volksrepublik China | 3:12 (1:3, 0:8, 2:1) Spielbericht | Rumänien | Ledena dvorana SPENS, Novi Sad Zuschauer: 26 |

| 21. Januar 2016 20:00 Uhr | Serbien | 10:0 (6:0, 3:0, 1:0) Spielbericht | Australien | Ledena dvorana SPENS, Novi Sad Zuschauer: 223 |

| 23. Januar 2016 13:00 Uhr | Australien | 8:2 (3:0, 1:2, 4:0) Spielbericht | Volksrepublik China | Ledena dvorana SPENS, Novi Sad Zuschauer: 29 |

| 23. Januar 2016 16:30 Uhr | Rumänien | 6:5 (2:1, 1:1, 3:3) Spielbericht | Spanien | Ledena dvorana SPENS, Novi Sad Zuschauer: 83 |

| 23. Januar 2016 20:00 Uhr | Belgien | 0:9 (0:2, 0:3, 0:4) Spielbericht | Serbien | Ledena dvorana SPENS, Novi Sad Zuschauer: 442 |

| Pl. |                     | Sp | S | OTS | OTN | N | Tore  | Punkte |
| 1.  | Rumänien            | 5  | 4 | 1   | 0   | 0 | 37:14 | 14     |
| 2.  | Spanien             | 5  | 4 | 0   | 0   | 1 | 34:12 | 12     |
| 3.  | Serbien             | 5  | 3 | 0   | 1   | 1 | 34:09 | 10     |
| 4.  | Belgien             | 5  | 2 | 0   | 0   | 3 | 14:21 | 6      |
| 5.  | Australien          | 5  | 1 | 0   | 0   | 4 | 11:35 | 3      |
| 6.  | Volksrepublik China | 5  | 0 | 0   | 0   | 5 | 06:45 | 0      |

Abkürzungen: Pl. = Platz, Sp = Spiele, S = Siege, OTS = Siege nach Verlängerung (Overtime) oder Penaltyschießen, OTN = Niederlagen nach Verlängerung oder Penaltyschießen, N = Niederlagen

Erläuterungen: Aufsteiger in die Division IIA, Absteiger in die Division III

#### Beste Scorer
Abkürzungen: Sp = Spiele, T = Tore, V = Assists, Pkt = Punkte, +/− = Plus/Minus, SM = Strafminuten; Fett: Turnierbestwert
| Spieler         | Team     | Sp | T | V  | Pkt | +/− | SM |
| --------------- | -------- | -- | - | -- | --- | --- | -- |
| Norbert Rokaly  | Rumänien | 5  | 5 | 14 | 19  | +12 | 0  |
| Oriol Rubio     | Spanien  | 5  | 6 | 8  | 14  | +10 | 0  |
| Mirko Đumić     | Serbien  | 5  | 6 | 7  | 13  | +11 | 29 |
| Ivan Glavonjić  | Serbien  | 5  | 9 | 3  | 12  | +15 | 0  |
| Róbert György   | Rumänien | 5  | 7 | 5  | 12  | +9  | 10 |
| Szilárd Rokaly  | Rumänien | 5  | 6 | 6  | 12  | +12 | 6  |
| Pablo Pantoja   | Spanien  | 5  | 7 | 4  | 11  | +6  | 4  |
| Uroš Bjelogrlić | Serbien  | 5  | 2 | 8  | 10  | +10 | 22 |
| Zoltan Sandor   | Rumänien | 5  | 6 | 2  | 8   | +5  | 0  |
| Ivan Anić       | Serbien  | 5  | 1 | 7  | 8   | +11 | 0  |

#### Beste Torhüter
Abkürzungen: Sp = Spiele, Min = Eiszeit (in Minuten), GT = Gegentore, Sv% = gehaltene Schüsse (in %), GTS = Gegentorschnitt, SO = Shutouts; Fett: Turnierbestwert
| Spieler          | Team                | Sp | Min    | GT | Sv%   | GTS  | SO |
| ---------------- | ------------------- | -- | ------ | -- | ----- | ---- | -- |
| Ignacio García   | Spanien             | 4  | 239:31 | 11 | 90.52 | 2,76 | 0  |
| Attila Adorján   | Rumänien            | 4  | 243:45 | 11 | 90.18 | 2,71 | 1  |
| Petar Stepanović | Serbien             | 3  | 182:30 | 8  | 87.30 | 2,63 | 1  |
| Keanu Evers      | Belgien             | 5  | 300:00 | 21 | 85.81 | 4,20 | 2  |
| Xi Chen          | Volksrepublik China | 3  | 135:33 | 18 | 84.87 | 7,97 | 0  |

### Auf- und Abstieg
| Absteiger in die Division IIA:  | Japan               |
| Aufsteiger in die Division IB:  | Ungarn              |
| Absteiger in die Division IIB:  | Südkorea            |
| Aufsteiger in die Division IIA: | Rumänien            |
| Absteiger in die Division III:  | Volksrepublik China |
| Aufsteiger in die Division IIB: | Mexiko              |

## Division III
Das Turnier der Division III wurde vom 15. bis 24. Januar 2016 im mexikanischen Naucalpan de Juárez ausgetragen. Die Spiele fanden im 3.500 Zuschauer fassenden La Pista Lomas Verdes statt. Im Gegensatz zum Vorjahr nahmen diesmal sieben Mannschaften am Turnier teil, da neben Absteiger Island und den vier verbleibenden Nationen des Vorjahres auch Bulgarien, das im Vorjahr seine Mannschaft noch kurz vor dem Turnier zurückgezogen hatte, und erstmals seit 1997 auch Israel ein Team stellten. Der Aufstieg der mexikanischen Mannschaft, die zuletzt 2012 in der Division II gespielt hatte, stand bereits nach vier von sechs Spielen fest.
| 15. Januar 2016 13:00 Uhr (Ortszeit) | Neuseeland | 1:4 (0:2, 1:0, 0:2) Spielbericht | Bulgarien | La Pista Lomas Verdes, Naucalpan de Juárez Zuschauer: 100 |

| 15. Januar 2016 16:15 Uhr | Südafrika | 0:10 (0:5, 0:3, 0:2) Spielbericht | Türkei | La Pista Lomas Verdes, Naucalpan de Juárez Zuschauer: 100 |

| 15. Januar 2016 20:30 Uhr | Mexiko | 6:5 (1:2, 4:2, 1:1) Spielbericht | Israel | La Pista Lomas Verdes, Naucalpan de Juárez Zuschauer: 1.750 |

| 16. Januar 2016 17:00 Uhr | Island | 2:4 (1:2, 1:1, 0:1) Spielbericht | Bulgarien | La Pista Lomas Verdes, Naucalpan de Juárez Zuschauer: 125 |

| 16. Januar 2016 20:15 Uhr | Israel | 2:6 (0:1, 2:2, 0:3) Spielbericht | Neuseeland | La Pista Lomas Verdes, Naucalpan de Juárez Zuschauer: 110 |

| 17. Januar 2016 20:00 Uhr | Türkei | 2:3 (1:0, 1:0, 0:3) Spielbericht | Mexiko | La Pista Lomas Verdes, Naucalpan de Juárez Zuschauer: 1.000 |

| 18. Januar 2016 13:00 Uhr | Island | 6:5 n. P. (2:1, 1:1, 2:3, 0:0, 1:0) Spielbericht | Israel | La Pista Lomas Verdes, Naucalpan de Juárez Zuschauer: 100 |

| 18. Januar 2016 16:15 Uhr | Südafrika | 2:4 (0:2, 1:1, 1:1) Spielbericht | Bulgarien | La Pista Lomas Verdes, Naucalpan de Juárez Zuschauer: 100 |

| 18. Januar 2016 20:00 Uhr | Neuseeland | 3:2 (0:0, 2:0, 1:2) Spielbericht | Türkei | La Pista Lomas Verdes, Naucalpan de Juárez Zuschauer: 100 |

| 19. Januar 2016 13:00 Uhr | Israel | 17:0 (5:0, 5:0, 7:0) Spielbericht | Südafrika | La Pista Lomas Verdes, Naucalpan de Juárez Zuschauer: 100 |

| 19. Januar 2016 16:15 Uhr | Türkei | 3:0 (0:0, 1:0, 2:0) Spielbericht | Island | La Pista Lomas Verdes, Naucalpan de Juárez Zuschauer: 75 |

| 19. Januar 2016 20:00 Uhr | Bulgarien | 0:3 (0:2, 0:0, 0:1) Spielbericht | Mexiko | La Pista Lomas Verdes, Naucalpan de Juárez Zuschauer: 750 |

| 21. Januar 2016 13:00 Uhr | Israel | 4:3 (1:1, 2:1, 1:1) Spielbericht | Bulgarien | La Pista Lomas Verdes, Naucalpan de Juárez Zuschauer: 70 |

| 21. Januar 2016 16:15 Uhr | Island | 7:2 (3:0, 2:1, 2:1) Spielbericht | Südafrika | La Pista Lomas Verdes, Naucalpan de Juárez Zuschauer: 80 |

| 21. Januar 2016 20:00 Uhr | Neuseeland | 1:2 (1:1, 0:1, 0:0) Spielbericht | Mexiko | La Pista Lomas Verdes, Naucalpan de Juárez Zuschauer: 1.000 |

| 22. Januar 2016 13:00 Uhr | Bulgarien | 3:1 (1:0, 1:0, 1:1) Spielbericht | Türkei | La Pista Lomas Verdes, Naucalpan de Juárez Zuschauer: 50 |

| 22. Januar 2016 16:15 Uhr | Südafrika | 1:12 (1:2, 0:6, 0:4) Spielbericht | Neuseeland | La Pista Lomas Verdes, Naucalpan de Juárez Zuschauer: 45 |

| 22. Januar 2016 20:00 Uhr | Mexiko | 1:4 (1:1, 0:0, 0:3) Spielbericht | Island | La Pista Lomas Verdes, Naucalpan de Juárez Zuschauer: 1.000 |

| 24. Januar 2016 13:00 Uhr | Türkei | 2:6 (0:1, 1:0, 1:5) Spielbericht | Israel | La Pista Lomas Verdes, Naucalpan de Juárez Zuschauer: 70 |

| 24. Januar 2016 16:15 Uhr | Island | 5:6 (0:2, 4:2, 1:2) Spielbericht | Neuseeland | La Pista Lomas Verdes, Naucalpan de Juárez Zuschauer: 200 |

| 24. Januar 2016 20:00 Uhr | Mexiko | 9:2 (4:0, 2:1, 3:1) Spielbericht | Südafrika | La Pista Lomas Verdes, Naucalpan de Juárez Zuschauer: 2.000 |

| Pl. |            | Sp | S | OTS | OTN | N | Tore  | Punkte |
| 1.  | Mexiko     | 6  | 5 | 0   | 0   | 1 | 24:14 | 15     |
| 2.  | Bulgarien  | 6  | 4 | 0   | 0   | 2 | 18:13 | 12     |
| 3.  | Neuseeland | 6  | 4 | 0   | 0   | 2 | 29:16 | 12     |
| 4.  | Israel     | 6  | 3 | 0   | 1   | 2 | 39:23 | 10     |
| 5.  | Island     | 6  | 2 | 1   | 0   | 3 | 24:21 | 8      |
| 6.  | Türkei     | 6  | 2 | 0   | 0   | 4 | 20:15 | 6      |
| 7.  | Südafrika  | 6  | 0 | 0   | 0   | 6 | 07:59 | 0      |

Abkürzungen: Pl. = Platz, Sp = Spiele, S = Siege, OTS = Siege nach Verlängerung (Overtime) oder Penaltyschießen, OTN = Niederlagen nach Verlängerung oder Penaltyschießen, N = Niederlagen

Erläuterungen: Aufsteiger in die Division IIB

### Beste Scorer
Abkürzungen: Sp = Spiele, T = Tore, V = Assists, Pkt = Punkte, +/− = Plus/Minus, SM = Strafminuten; Fett: Turnierbestwert
| Spieler             | Team       | Sp | T  | V  | Pkt | +/− | SM |
| ------------------- | ---------- | -- | -- | -- | --- | --- | -- |
| Roey Aharonovich    | Israel     | 6  | 7  | 11 | 18  | +4  | 2  |
| Ilya Spektor        | Israel     | 6  | 10 | 6  | 16  | +5  | 12 |
| Mark Revniaga       | Israel     | 6  | 9  | 4  | 13  | +3  | 6  |
| Oliver Hay          | Neuseeland | 6  | 7  | 6  | 13  | +8  | 8  |
| Robin Vortanov      | Neuseeland | 6  | 5  | 7  | 12  | +7  | 4  |
| Miroslaw Wassilew   | Bulgarien  | 6  | 1  | 10 | 11  | +8  | 2  |
| Wesselin Dikow      | Bulgarien  | 6  | 6  | 4  | 10  | +9  | 8  |
| Styrmir Maack       | Island     | 6  | 3  | 7  | 10  | +3  | 0  |
| Bjarki Jóhannesson  | Island     | 6  | 5  | 4  | 9   | +3  | 4  |
| Thomas Carson-Pratt | Neuseeland | 6  | 4  | 5  | 9   | +3  | 6  |

### Beste Torhüter
Abkürzungen: Sp = Spiele, Min = Eiszeit (in Minuten), GT = Gegentore, Sv% = gehaltene Schüsse (in %), GTS = Gegentorschnitt, SO = Shutouts; Fett: Turnierbestwert
| Spieler          | Team       | Sp | Min    | GT | Sv%   | GTS  | SO |
| ---------------- | ---------- | -- | ------ | -- | ----- | ---- | -- |
| Dimitar Dimitrow | Bulgarien  | 6  | 319:08 | 11 | 93.45 | 2,07 | 0  |
| Jaime Pérez      | Mexiko     | 5  | 254:56 | 9  | 92.04 | 2,12 | 1  |
| Liam Henare      | Neuseeland | 5  | 298:05 | 15 | 90.38 | 3,02 | 0  |
| Tolga Bozacı     | Türkei     | 6  | 357:21 | 15 | 87.50 | 2,52 | 2  |
| Maxim Gokhberg   | Israel     | 6  | 300:39 | 18 | 85.25 | 3,59 | 0  |

### Auf- und Abstieg
| Absteiger in die Division III:  | Volksrepublik China |
| Aufsteiger in die Division IIB: | Mexiko              |